# A No No
«A No No» es una canción grabada por la cantante estadounidense Mariah Carey. Fue lanzado como el segundo sencillo oficial de su decimoquinto álbum de estudio, Caution, el 4 de marzo de 2019. Fue escrita por Carey, Robert "Shea" Taylor y Priscilla Hamilton.
La canción ha recibido críticas generalmente positivas de los críticos de música. 
El video musical fue estrenado el 8 de marzo de 2019 y consiste en una escenografía en donde Carey se encuentra en un tren neón rosado y azul, mientras otros pasajeros se unen y empiezan a bailar en una fiesta dentro del tren. 
La canción también fue lanzado con varios remixes con Stefflon Don y Shawni.

## Composición y grabación
"A No No" contó con la presencia de  Robert "Shea" Taylor y Priscilla Hamilton, junto con Carey en la composición del mismo. Jermaine Dupri, quien trabajó con Carey desde Daydream (1995), también formó parte de la producción de la canción, junto con Carey y Robert "Shea" Taylor.
La canción contiene un sample del tema "Crush On You" de Lil' Kim. La canción en sí habla de la cantante rechazando a un amante pasado que la cambió a ella por la última vez. 

## Producción y estreno
"A No No" fue lanzado inicialmente como sencillo promocional en noviembre de 2018; sin embargo, Epic Records lanzó el tema como el segundo y último sencillo del álbum 4 meses después.

## Recepción crítica
"A No No" recibió críticas positivas. En la lista de la revista Idolator, fue colocado con el número 15 de los 100 mejores sencillos de 2018; mientras que en el de la revista The Fader, fue colocado con el número 78 de las 100 mejores canciones de 2018. 

## Remix
En noviembre de 2018, Carey había anunciado en el programa "Watch What Happens Live with Andy Cohen" que le gustaría colaborar con Lil' Kim y Cardi B para el remix de la canción. Ese mismo mes, el productor Jermaine Dupri anunció también que Missy Elliott también estaría involucrada en el remix. A pesar de todo, nunca se materializaron esos planes. 
Hubo 2 remixes para la canción: la primera con la rapera Stefflon Don en marzo de 2019 y la segunda con la rapera Shawni en abril de 2019.

## Videos musicales
El video lyric oficial de la canción fue estrenado el 4 de diciembre de 2018. Luego fue estrenado el video musical 4 días después del lanzamiento del sencillo, el 8 de marzo de 2019. Hasta el mes de julio, el video cuenta con más de 5 millones de reproducciones en YouTube. 
Para la estructura del video, se muestra a Carey en un tren neón rosado y azul, mientras otros pasajeros se unen y empiezan a bailar en una fiesta dentro del tren. El video cuenta con la participación de sus hijos Moroccan y Monroe, y de su novio Bryan Tanaka. El video contiene vocales adicionales cantadas por Carey que no aparecen en la versión del álbum donde se aprecia una vez más su registro de silbido.
Una segunda versión del video fue lanzado para promocionar el remix de Stefflon Don el 22 de marzo de 2019, donde se exhiben escenas adicionales en el cual se puede ver a Stefflon rapear su verso en el tren; y una tercera versión fue lanzado para promocionar el remix de Shawni el 4 de abril de 2019, donde también se exhiben algunas otras escenas.

## Presentaciones en vivo
"A No No" fue incluido como el track inicial del repertorio de su gira Caution World Tour. También fue interpretado en los Billboard Music Awards de 2019 junto con otros éxitos.

## Créditos y personal
- Mariah Carey: voz líder, composición, producción

- Robert "Shea" Taylor: composición, producción

- Priscilla Hamilton: composición

- Jeff Lorber: composición

- Kimberly Jones: composición

- Christopher Wallace: composición

- Mason Betha: composición

- Camron Giles: composición

- Andreao Heard: composición

- Jermaine Dupri: producción

## Listas
| Lista (2019)                                      | Máxima posición |
| ------------------------------------------------- | --------------- |
| Estados Unidos (Billboard R&B Digital Song Sales) | 17              |

- Datos: Q57987504